# Харківська державна зооветеринарна академія
Ха́рківська держа́вна зооветерина́рна акаде́мія — колишній державний вищий навчальний заклад IV рівня акредитації, підпорядкований Міністерству освіти і науки України, що був розташований у мальовничій лісопарковій зоні передмістя Харкова у смт Мала Данилівка Дергачівського району Харківської області. Мав 12 навчальних корпусів, 5 гуртожитків, навчальне-дослідне господарство, будинок культури, кінно-спортивний комплекс, спортивні споруди, в тому числі три футбольних поля.
Припинив існування у 2021 році через входження до складу Державного біотехнологічного університету.

## Історія
Серед поважних професорів часів Російської імперії були Полюта Георгій Антонович та Данилевський Василь Якович.

### Харківський ветеринарний інститут
Засновано 1851 р.
Відомі директори:
- Галицький Наполеон Дем'янович (1851—1868);
- Мельниченко Михайло Нестерович (1868—1884);
- Раєвський Аркадій Олександрович (1884—1904);
- Остапенко Олександр Петрович (1904—1909);
- Гумілевський Григорій Йосипович (1909—1917);
- Дедюлін Олександр Васильович (1917—1920);
- Самодєлкін Микола Іванович (1920—1925);
- Богданов Микола Миколайович (1925—1929);
- Бабарикін Кузьма Іванович (1930—1937);
- Телегін Василь Андрійович (1937—1950);
- Носик  Опанас Федорович (1937—1956);
- Логвінов Дмитро Денисович (1957—1960);
- Калашник Іван Олексійович (1962—1970);
- Богданов Григорій Олександрович (1970—1973);
- Храбустовський Іван Францович (1973—1982);
- Наймитенко Євген Петрович (1982—1986);
- Карташов Микола Іванович (1986—2000);
- Головко Валерій Олексійович (2000—2015)

### Харківський зоотехнічний інститут
Історія ХЗІ починається з 1847 року, коли під Харковом була створена «Південно-західна ферма» як навчальний заклад з метою підготовки управителів для приватних домогосподарств. В 1855 при ній відкривається землеробне училище. 1911 р. перетворено у середню сільськогосподарську школу з 6-річним строком навчання, 1928 — реорганізовується в зоотехнікум, а з 1930 стає зоотехнічним інститутом.
Відомі ректори:
- Мацкевич Володимир Володимирович (1938—1945);
- Книга Мусій Іванович (1946—1962)
- Головко Валерій Олексійович (2000—2015)

Харківський ветеринарний інститут засновано 1960 р. з об'єднання Харківського ветеринарного і зоотехнічного інститутів.

### Російсько-українська війна

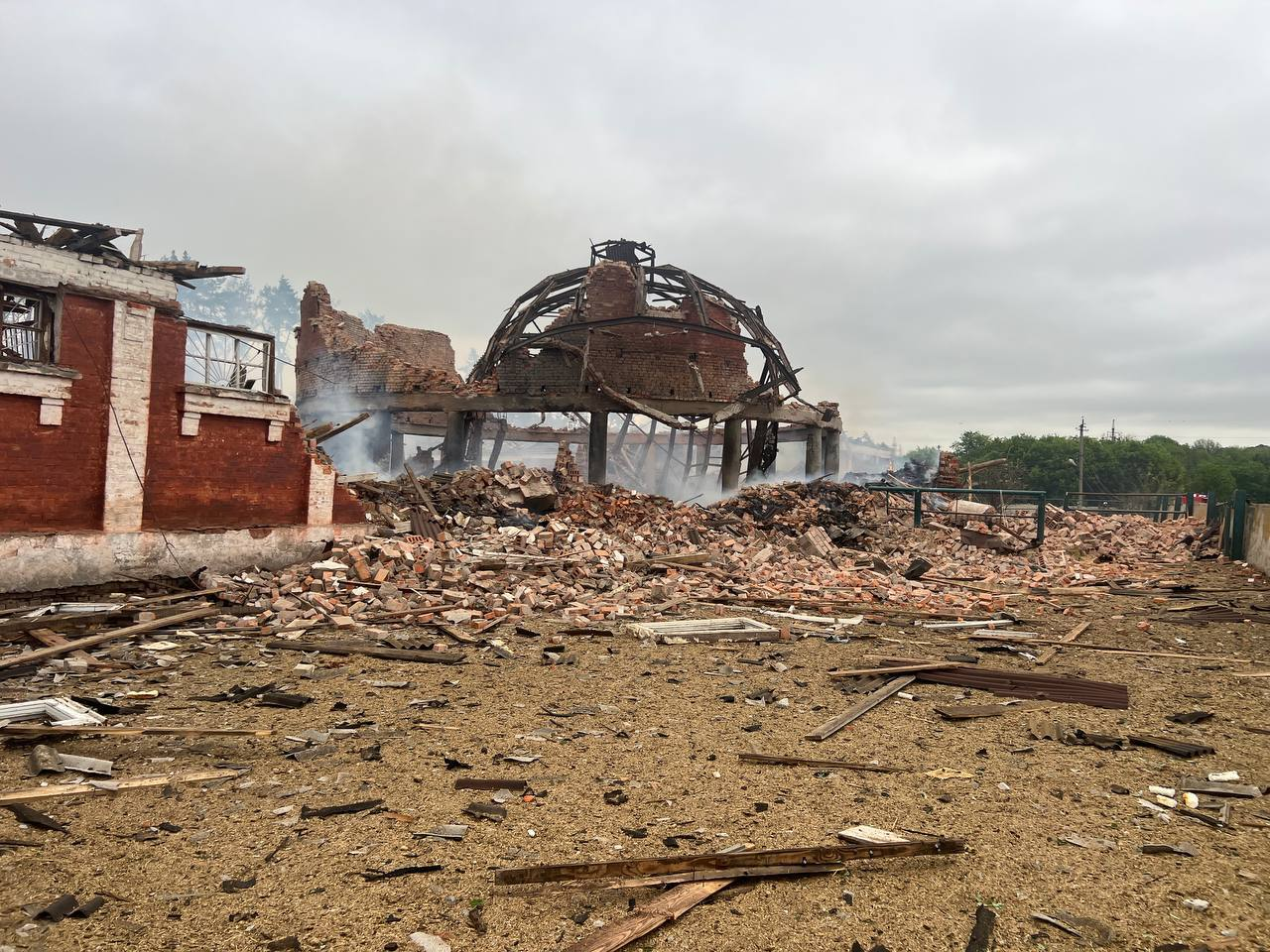
Манеж академії після обстрілу 2024 року

Унаслідок ворожих ракетних ударів у червні 2022 року зазнала пошкоджень будівля Харківської державної зооветеринарної академії, що у с. Мала Данилівка Дергачівського району. Було вибито близько 160 вікон, пошкоджена будівля, перед головним входом була вибита вирва 4 метри завглибшки та 12 метрів діаметром.
У ніч на 30 травня 2024 року російським ракетним обстрілом знищено кінний манеж академії (пам'ятку архітектури кінця ХІХ — початку ХХ століття). Знищено також кінно-спортивну школу і хімічний корпус.

## Структура, спеціальності
Три основних факультети:
- ветеринарної медицини;
- технологій продукції тваринництва та менеджменту;
- біотехнології та природокористування[8].

Наразі в академії здійснюється підготовка фахівців за освітньо-кваліфікаційними рівнями бакалавр, спеціаліст, магістр за такими спеціальностями: — Ветеринарна медицина (за видами) — Ветеринарно-санітарна експертиза і контроль якості продукції — Лабораторна справа — Технологія виробництва і переробки продукції тваринництва за різними спеціалізація ми (технологія кормів, селекція тварин, технологія переробки і стандартизації продуктів тваринництва, кінологія, конярство і кіннозаводство, птахівництво, промислове звірівництво) — Садово-паркове господарство і мисливське господарство — Водні біоресурси і аквакультура — Біотехнологія — Менеджмент організацій
При інституті функціонує факультет підвищення кваліфікації, що забезпечує перепідготовку фахівців і викладачів технікумів і інститутів, факультет по роботі з іноземними студентами, факультет суспільних професій, підготовче відділення для абітурієнтів з України й іноземних громадян.
У 2014 році при ХДЗВА було відкрите перше в Україні Бюро судово-ветеринарних досліджень. Бюро надає послуги правоохоронним органам при розслідуванні правопорушень у сфері сільського господарства та тваринництва.
В академії 26 кафедр.

## Спеціалізовані Вчені ради по захисту дисертацій
Спеціалізована Вчена рада по захисту дисертацій із напряму «Ветеринарна медицина»:
- 16.00.02 — патологія, онкологія і морфологія тварин;
- 16.00.06 — гігієна тварин та ветеринарна санітарія.

## Керівництво
- Барановський Дмитро Іванович — ректор з 2015.[3]
- Кібкало Дмитро Вікторович — проректор
- Хмель Микола Миколайович — проректор з навчально-методичної роботи
- Федяєв Валерій Анатолійович — декан ФТПТтМ
- Митрофанів Олександр Васильович — декан ФВМ
- Щербак Олена Валентинівна — декан ФБтП
- Сєгодін Олександр Борисович — декан по роботі з іноземними студентами[10]

## Бібліотека
Бібліотечний фонд багатогалузевий. Загальна кількість — 250 000 прим., зокрема навчальної літератури — 150 000 прим. У фонді рідкісних і цінних видань зберігається 5 000 примірників літератури сільськогосподарської та медичної тематики.

## Цікаві факти
Академія — найстаріший вищий навчальний заклад такого профілю в Україні.

## Науковці університету
- Апатенко Володимир Максимович
- Барановський Дмитро Іванович
- Гноєвий Віктор Іванович
- Жегунов Геннадій Федорович
- Калашник Іван Олексійович
- Карташов Микола Іванович
- Кібкало Дмитро Вікторович
- Книга Мусій Іванович
- Кошовий Віктор Павлович
- Лукашов Іван Іванович
- Лукін Єфим Іудович
- Магда Іван Іванович (ветеринар)
- Максаков Володимир Якович
- Маменко Олексій Михайлович
- Образцов Василій Петрович
- Пилипенко Михайло Юхимович
- Поручиков Дмитро Петрович
- Приходько Юрій Олександрович
- Прудніков Василь Григорович
- Рубан Юрій Дмитрович
- Смирнов Сергій Іванович
- Толстова-Парійська Надія Георгіївна
- Хохлов Анатолій Михайлович
- Храбустовський Іван Францович
- Чернуха Володимир Кирилович
- Чечоткін Олексій Васильович
- Чорний Микола Васильович
- Яценко Іван Володимирович

## Відомі випускники
- Агаллі Микола Дмитрович — ветеринарний лікар. Професор
- Бабкін Валерій Федорович — ветеринарний лікар. Заслужений працівник сільського господарства України.
- Божко Петро Юхимович — український вчений у галузі птахівництва. Заслужений діяч науки УРСР.
- Герман Валентин Олександрович — в 1944-57 роках — професор кафедри хірургії, з 1948 — завідувач.
- Калкатін Дмитро Єлисейович — вчений-ветеринар, професор Київського ветеринарного інституту.
- Кошовий Віктор Павлович — завідувач кафедри акушерства, гінекології та біотехнології розмноження тварин Харківської державної зооветеринарної академії;
- Кліценко Григорій Тимофійович — науковець-зоотехнік, педагог, доктор сільськогосподарських наук.
- Кулєшов Павло Миколайович — член-кореспондент АН СРСР.
- Лукашов Іван Іванович — український епізоотолог, професор, доктор ветеринарних наук, заслужений діяч науки УРСР, член-кореспондент ВАСГНІЛ. Був завідувачем кафедри епізоотології ХВІ в 1931—1941 та 1944—1970 роках.
- професор Мальцев Михайло Олександрович.
- Олександр Олесь (Олександр Іванович Кандиба) — український письменник, поет, драматург, представник символізму. Навчався тут і отримав диплом ветеринарного лікаря, деякий час працював за фахом. 5 грудня 2018 року в академії відкрили пам'ятну дошку поету.
- Панікар Ігор Іванович — український вчений. Доктор ветеринарних наук, професор, Лауреат державної премії України у галузі птахівництва, автор вакцини проти гепатиту качок.
- Чорний Микола Васильович — доктор ветеринарних наук, професор, завідувач кафедри гігієни тварин та ветеринарної санітарії.
- Яценко Іван Володимирович — доктор ветеринарних наук, професор, завідувач Бюро судово-ветеринарних досліджень, завідувач кафедри ветеринарно–санітарної експертизи та судової ветеринарної медицини ХДЗВА, академік Академії наук вищої освіти України, бакалавр права.